# UFC 270
UFC 270: Ngannou vs. Gane fue un evento de artes marciales mixtas producido por Ultimate Fighting Championship que tuvo lugar el 22 de enero de 2022 en el Honda Center en Anaheim, California, Estados Unidos.

## Antecedentes
El combate de unificación por el Campeonato de Peso Pesado de la UFC entre el actual campeón Francis Ngannou y el campeón interino Ciryl Gane encabezó el evento.
En el evento tuvo lugar un combate de trilogía por el Campeonato de Peso Mosca de la UFC entre el actual campeón Brandon Moreno y el ex campeón Deiveson Figueiredo. La pareja se enfrentó por primera vez el 12 de diciembre de 2020 en UFC 256, que terminó en un empate mayoritario (Figueiredo retuvo el título). Su segundo encuentro tuvo lugar en el 12 de junio de 2021 en UFC 263 donde Moreno ganó el título por sumisión en el tercer asalto. Originalmente se esperaba que la revancha tuviera lugar en UFC 269, pero se trasladó a este evento.
Un combate de peso medio entre Jared Cannonier y Derek Brunson estaba programado para el evento. Sin embargo, el emparejamiento se trasladó a UFC 271.
Un combate de peso mosca femenino entre Kay Hansen y Jasmine Jasudavicius estaba programado para UFC on ESPN: Kattar vs. Chikadze. Sin embargo, el emparejamiento se trasladó a este evento por razones no reveladas.
Se esperaba que Warlley Alves se enfrentará a Jack Della Maddalena en un combate de peso wélter. Sin embargo, Alves se retiró a principios de enero por razones no reveladas y fue sustituido por Pete Rodriguez.
Un combate de peso mosca femenino entre Viviane Araújo y Alexa Grasso estaba programado para el evento. Sin embargo, Araújo se vio obligada a retirarse del evento debido a una lesión y el combate fue cancelado.
Se programó un combate de peso pluma entre Movsar Evloev e Ilia Topuria para el evento. Sin embargo, Evloev se retiró del combate por razones no reveladas. Fue sustituido por Charles Jourdain. A su vez, Topuria se retiró del combate justo antes del pesaje debido a un problema médico por el corte de peso y el combate se canceló.
Se esperaba que Poliana Botelho y Ji Yeon Kim se enfrentaran en un combate de peso mosca femenino en UFC on ESPN: Reyes vs. Procházka en mayo de 2021, pero Kim se retiró debido a una lesión. Luego se reprogramaron para este evento, pero Botelho se retiró en su lugar y el emparejamiento fue desechado.
Un combate de peso paja femenino entre Vanessa Demopoulos y Silvana Gómez Juárez estaba inicialmente programado para UFC on ESPN: Kattar vs. Chikadze una semana antes, pero fue retrasado a este evento.
Se esperaba un combate de peso pesado entre Oleksiy Oliynyk y Greg Hardy en el evento. Sin embargo, el 13 de enero, Oleynik se retiró del evento por razones no reveladas y fue sustituido por Sergey Spivak. A su vez, justo una semana antes del evento, Hardy se retiró debido a una lesión en el dedo y el combate fue descartado. La pareja fue trasladada a UFC 272.
Se esperaba que Rodolfo Vieira se enfrentara a Wellington Turman en un combate de peso medio en el evento. Sin embargo, Vieira se retiró en los días previos al evento y el combate se canceló.

## Resultados
1. ↑  Por el Campeonato de Peso Pesado de la UFC.
2. ↑  Por el Campeonato de Peso Mosca de la UFC.

## Premios de bonificación
Los siguientes luchadores han recibieron bonificaciones de 50000 dólares.
- Pelea de la Noche: Deiveson Figueiredo vs. Brandon Moreno
- Actuación de la Noche: Said Nurmagomedov y Vanessa Demopoulos

## Pagos reportados
A continuación se indican los pagos efectuados a los luchadores, tal y como se han comunicado a la Comisión Atlética del Estado de California. Es importante señalar que las cantidades no incluyen el dinero de los patrocinadores, las bonificaciones discrecionales, los puntos de audiencia o las ganancias adicionales. El pago total declarado para el evento fue de 2,026,000 dólares.
- Francis Ngannou: $600,000 (no incluye bonificación) derr. Ciryl Gane: $500,000
- Deiveson Figueiredo: $150,000 (no incluye bonificación) def. Brandon Moreno: $200,000
- Michel Pereira: $100,000 (incluye 50,000 dólares de bonificación por victoria) derr. André Fialho: $12,000
- Said Nurmagomedov: $50,000 (incluye 25,000 dólares de bonificación por victoria) derr. Cody Stamann: $65,000
- Michael Morales: $20,000 (incluye 10,000 dólares de bonificación por victoria) derr. Trevin Giles: $45,000
- Victor Henry: $40,000 (incluye 20,000 dólares de bonificación por victoria) derr. Raoni Barcelos: $29,000
- Jack Della Maddalena: $20,000 (incluye 10,000 dólares de bonificación por victoria) derr. Pete Rodriguez: $12,000
- Tony Gravely: $44,000 (incluye 22,000 dólares de bonificación por victoria) derr. Saimon Oliveira: $10,000
- Matt Frevola: $46,000 (incluye 23,000 dólares de bonificación por victoria) derr. Genaro Valdéz: $10,000
- Vanessa Demopoulos: $24,000 (incluye 12,000 dólares de bonificación por victoria) derr. Silvana Gómez Juárez: $12,000
- Jasmine Jasudavicius: $20,000 (incluye 10,000 dólares de bonificación por victoria) derr. Kay Hansen: $17,000